# Повозка

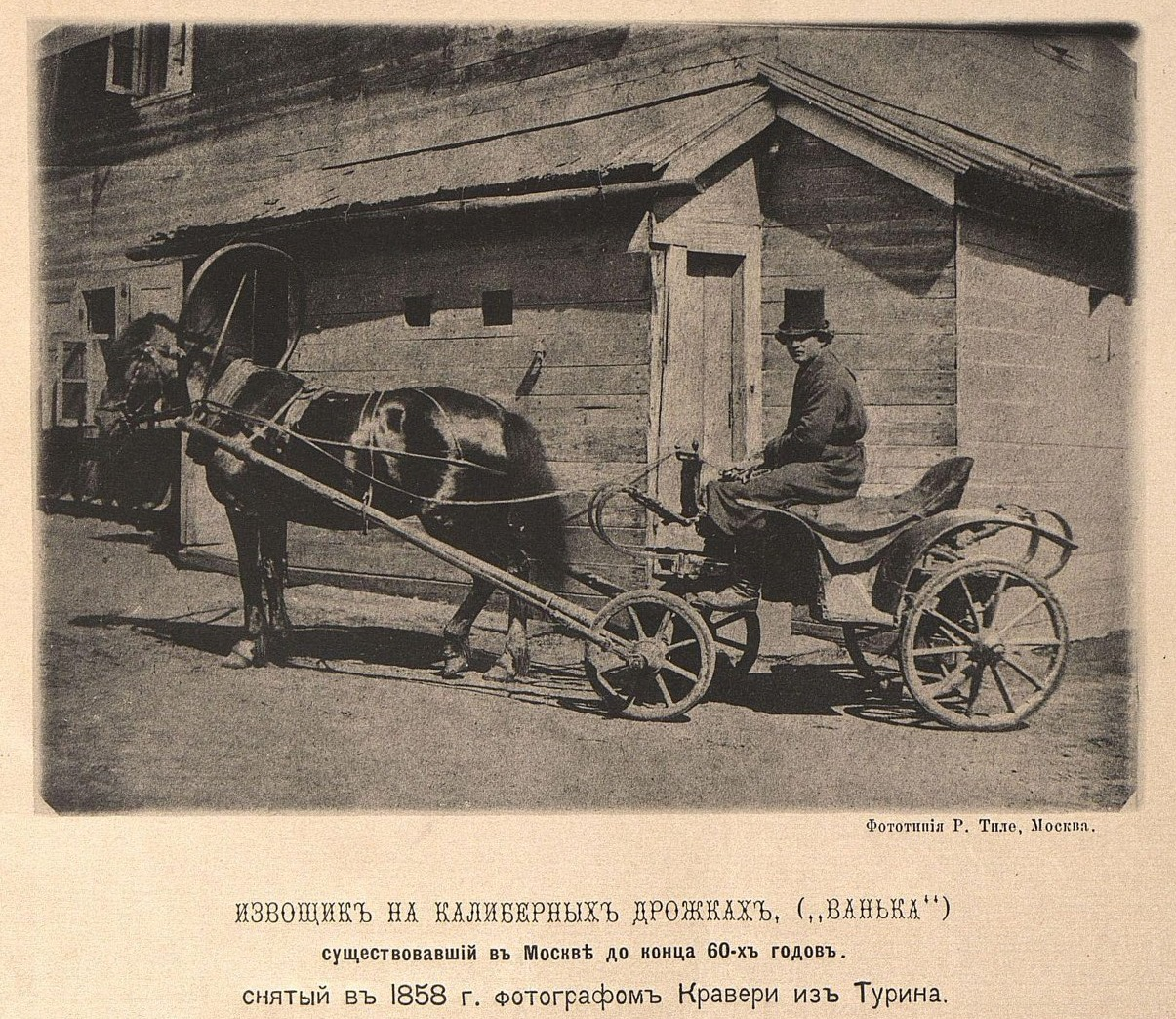
Москва. Извозчик на калиберных дрожках («ванька»). 1858 год.

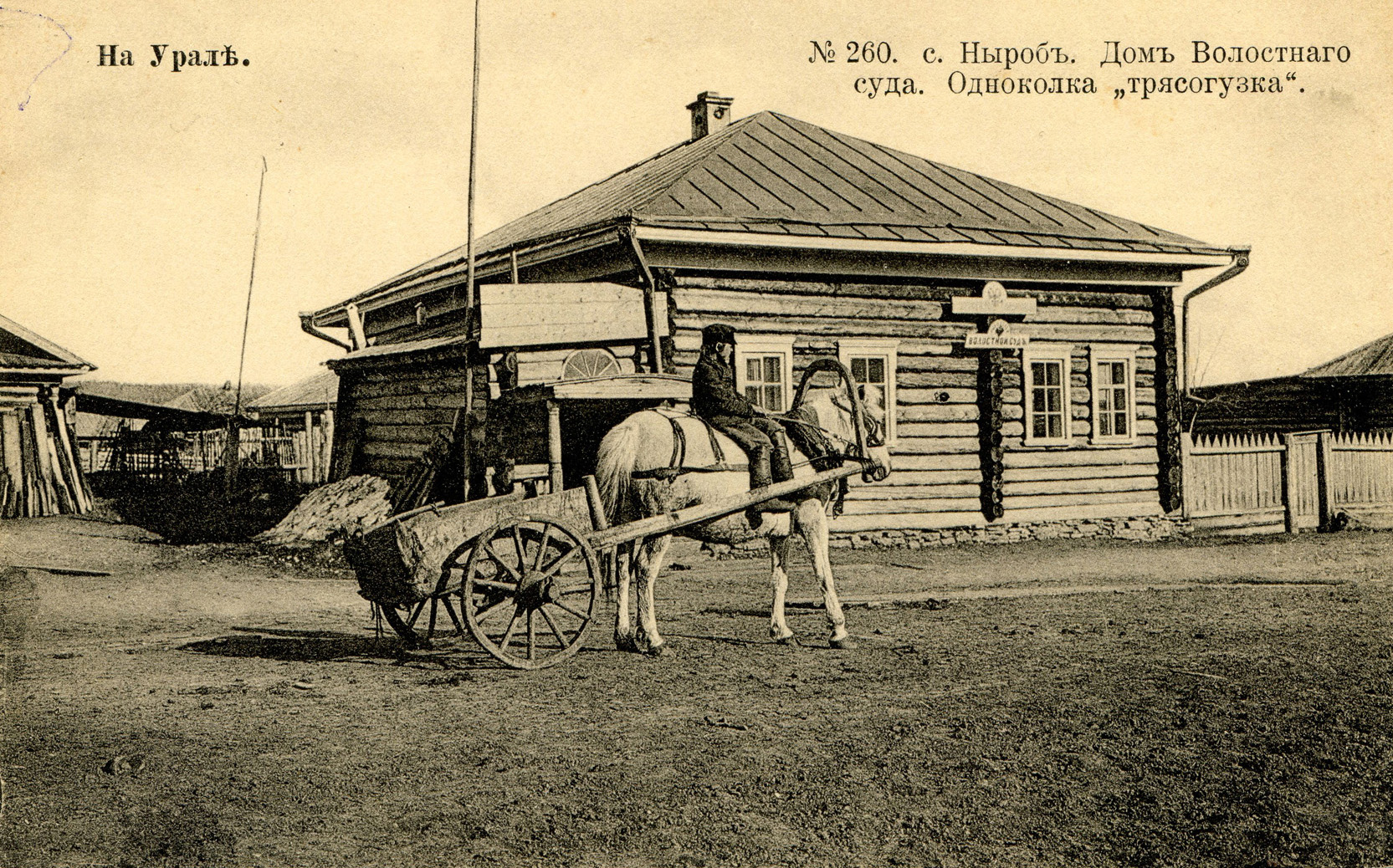
В. Л. Метенков, № 260, Село Ныроб, Дом Волостного суда, Одноколка «трясогузка».

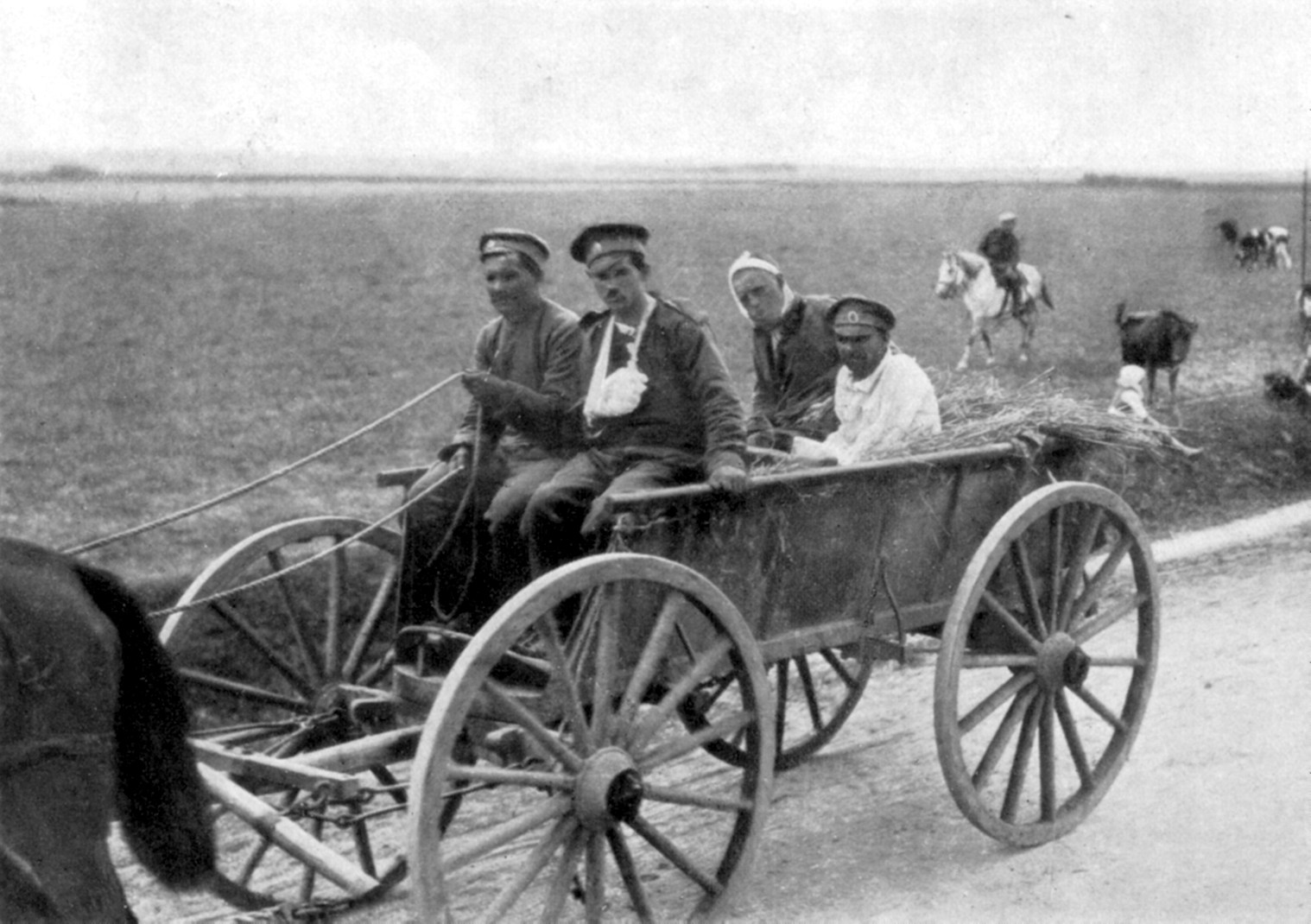
Доставка раненых на повозке (фура) обоза в русский военный госпиталь, Первая мировая война.

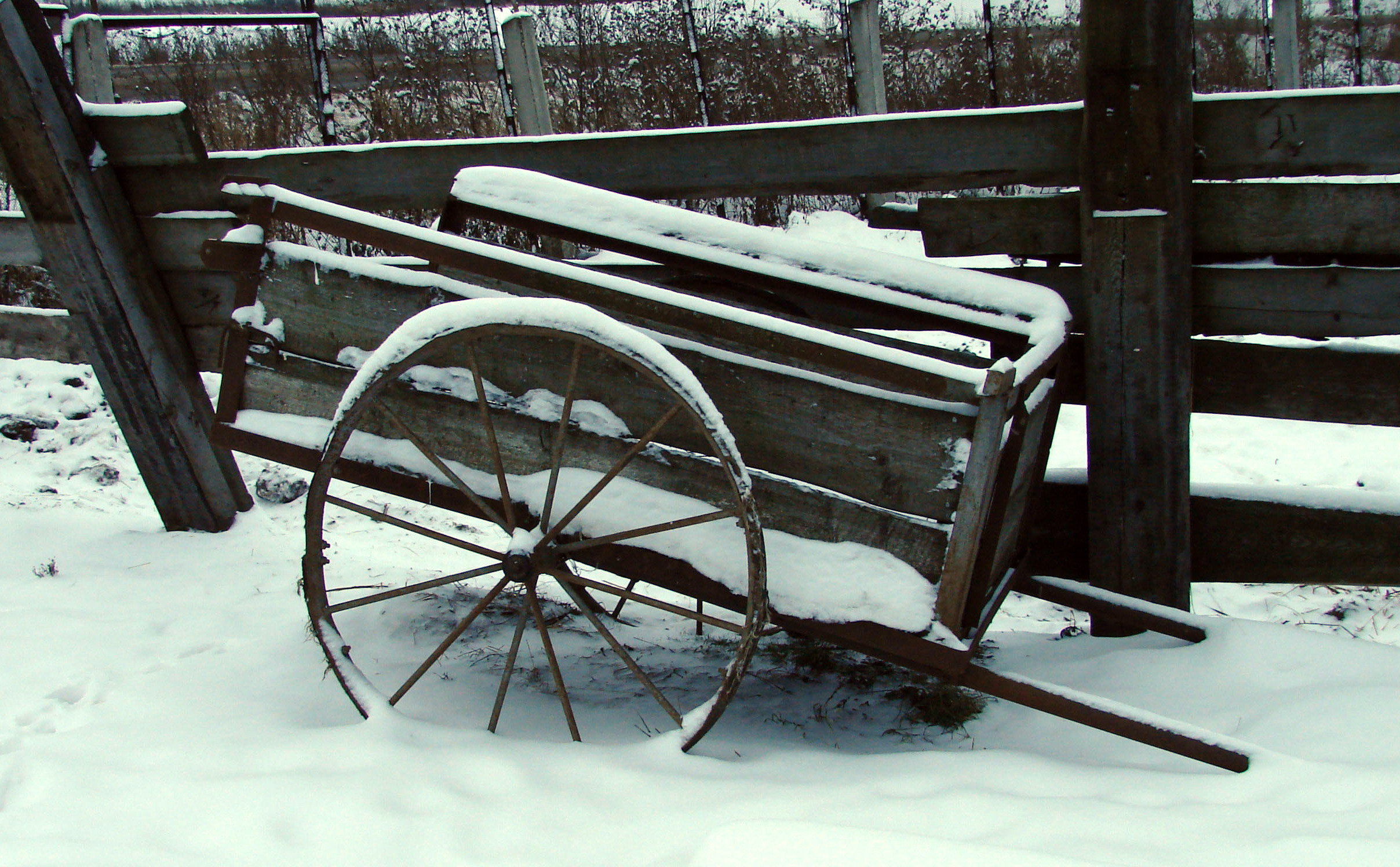
Повозка в снегу

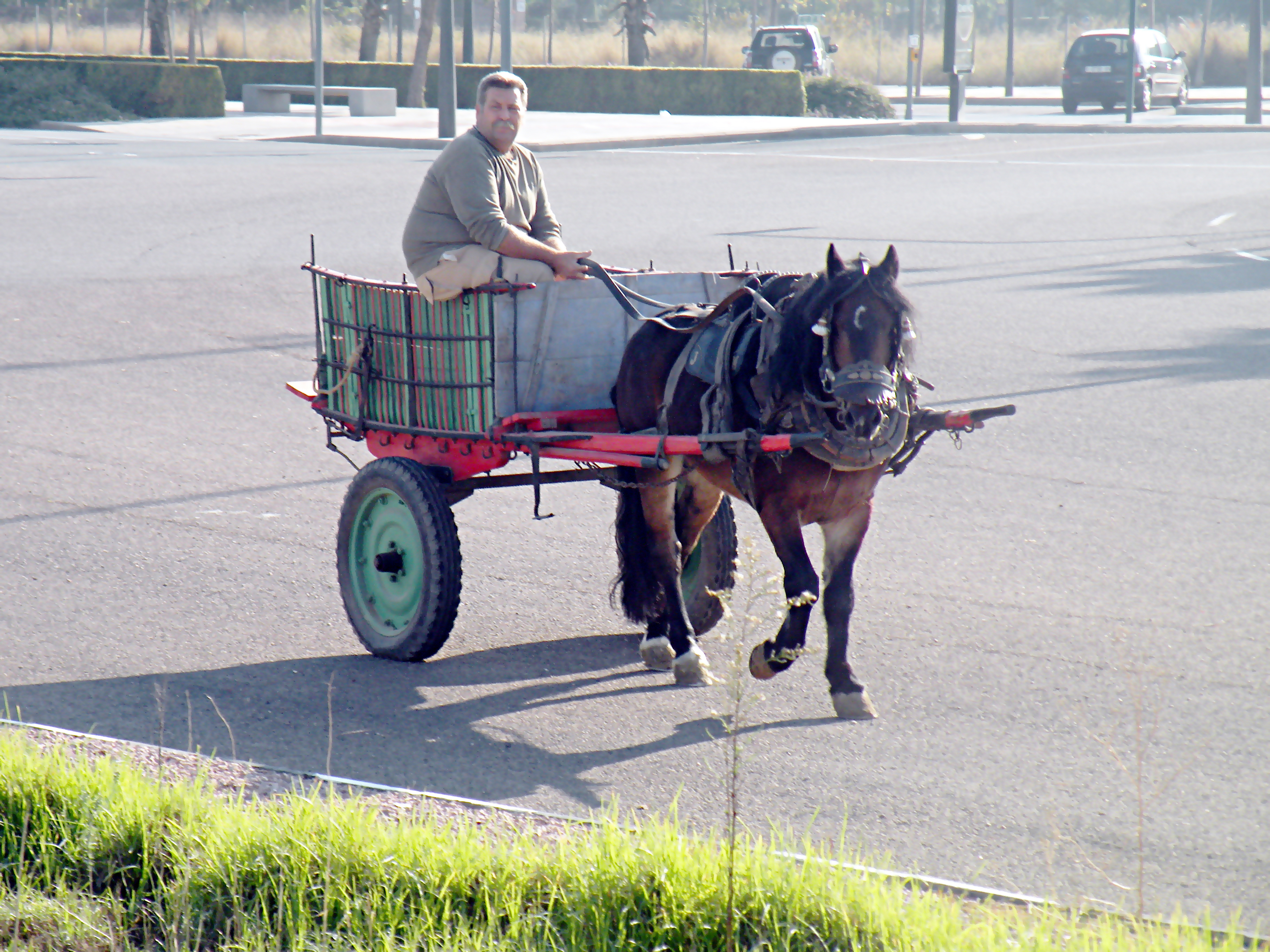
Современная повозка на пневматических шинах. Валенсия, 2011 год.

Пово́зка, воз — транспортное средство, предназначенное для перемещения по твёрдой поверхности грузов или пассажиров с использованием силы мускулов животных или человека; движущее повозку живое существо располагается вне её.
На Руси всё, что было связано с данными транспортными средствами, обобщённо называлось Экипажное дело.

## История
С древних времён человеку требовалось перемещать своё имущество и самого себя. С изобретением полоза (полозы и полозья) бруса, скользящего при таске на нем тяжестей, а затем и колеса эти мероприятия упростились и были изобретены различные повозки, для тех или иных целей.

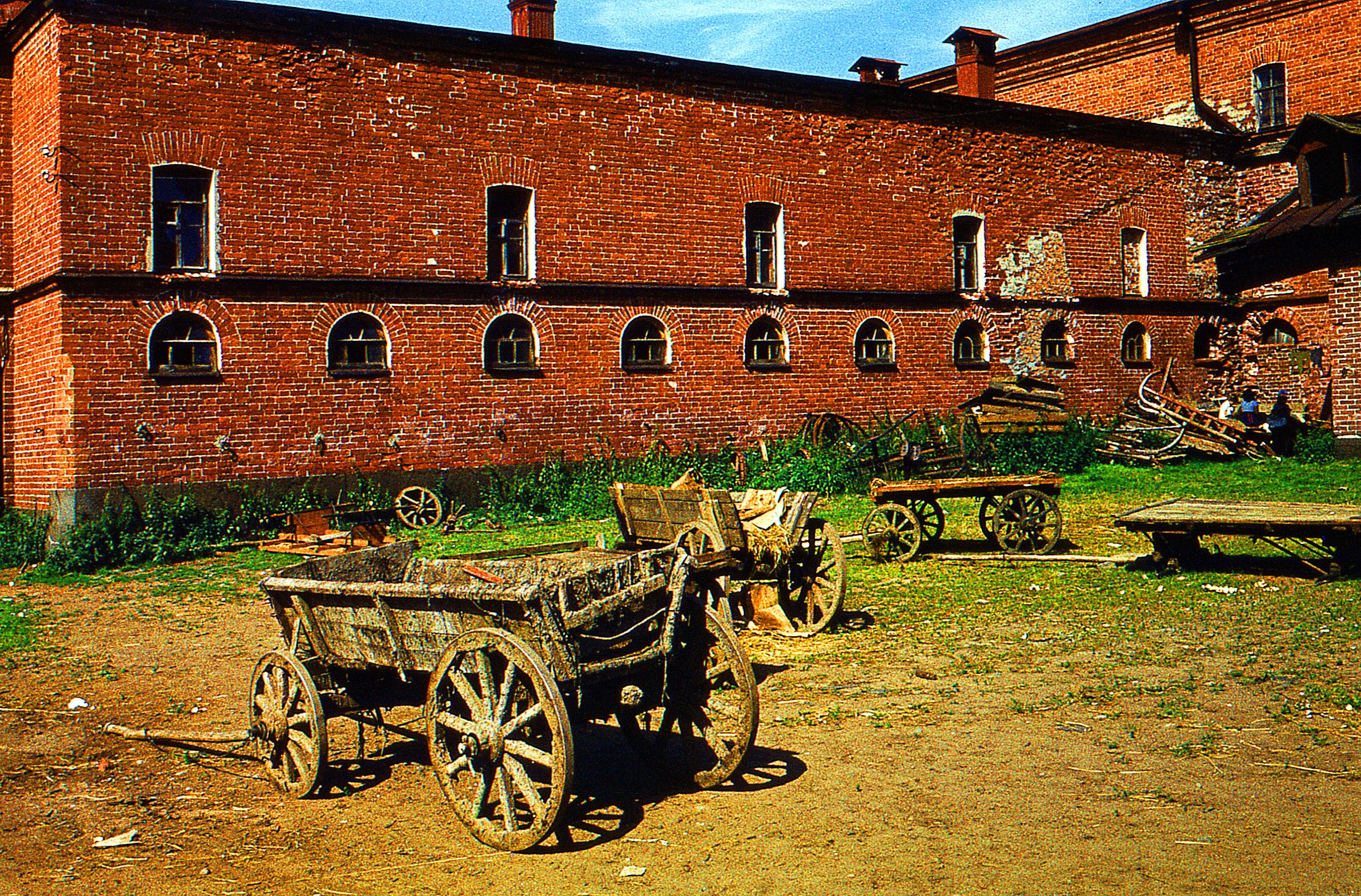
Телеги на хозяйственном дворе монастыря. Остров Валаам.

Первое зафиксированное исследование, проведённое опытным путём, свойств повозки было предпринято в конце XVIII века в Англии компанией дилижансного сообщения в южном Уэльсе. А военным министерством Франции в 1836 году было издано сочинение капитанов артиллерии Мигу и Бержери под названием «Théorie des affûts et des voitures d’artillerie», в котором впервые было изложено теоретическое исследование важнейших свойств повозки.

## Свойства
Главные свойства, которым должна удовлетворять повозка — это подвижность и поворотливость.
- Подвижность повозки зависит от:
- конструкции (конструктивных данных);
- числа лошадей;
- способа запряжки и слагается из:

1. легкости на ходу;
2. устойчивости — свойство повозки не опрокидываться при движении по косогорам, когда случается, что левые колеса бывают значительно выше правых, и наоборот;
3. валкость — понятие, обратное устойчивости, то есть свойству повозки не опрокидываться на бок при её движении по пересеченной местности[4];
4. поворотливости — свойство повозки, обусловливающее удобство маневрирования и возможность следовать по извилистым дорогам;
5. гибкости и независимости ходов — допускает повышения и понижения свободного конца дышла при движении по неровной местности;
6. устойчивости дышла.

## Типы повозок
По области применения повозки делят на пассажирские, грузовые и грузопассажирские (ранее существовали также военные повозки), по наличию колёс — на колёсные и бесколёсные (волокуши, сани и тому подобное).
В свою очередь колёсные повозки могут быть одноосными (одноколка), двуосными (двуколка) и многоосными. В некоторых случаях повозки снабжаются тормозами, как механическими, так и пневматическими, гидравлическими и тому подобное.
Грузоподъёмность повозки определяется допустимой нагрузкой на ось и может в гужевом транспорте доходить до 750 кг (для одноосных) и до двух тонн (для двухосных). Уникальным образцом безосной повозки была рама, на которой был перевезён «Гром-камень».
Современные колёсные повозки нередко оснащаются пневматическими шинами и светосигнальной аппаратурой, например, катафотами.

### Пассажирские повозки

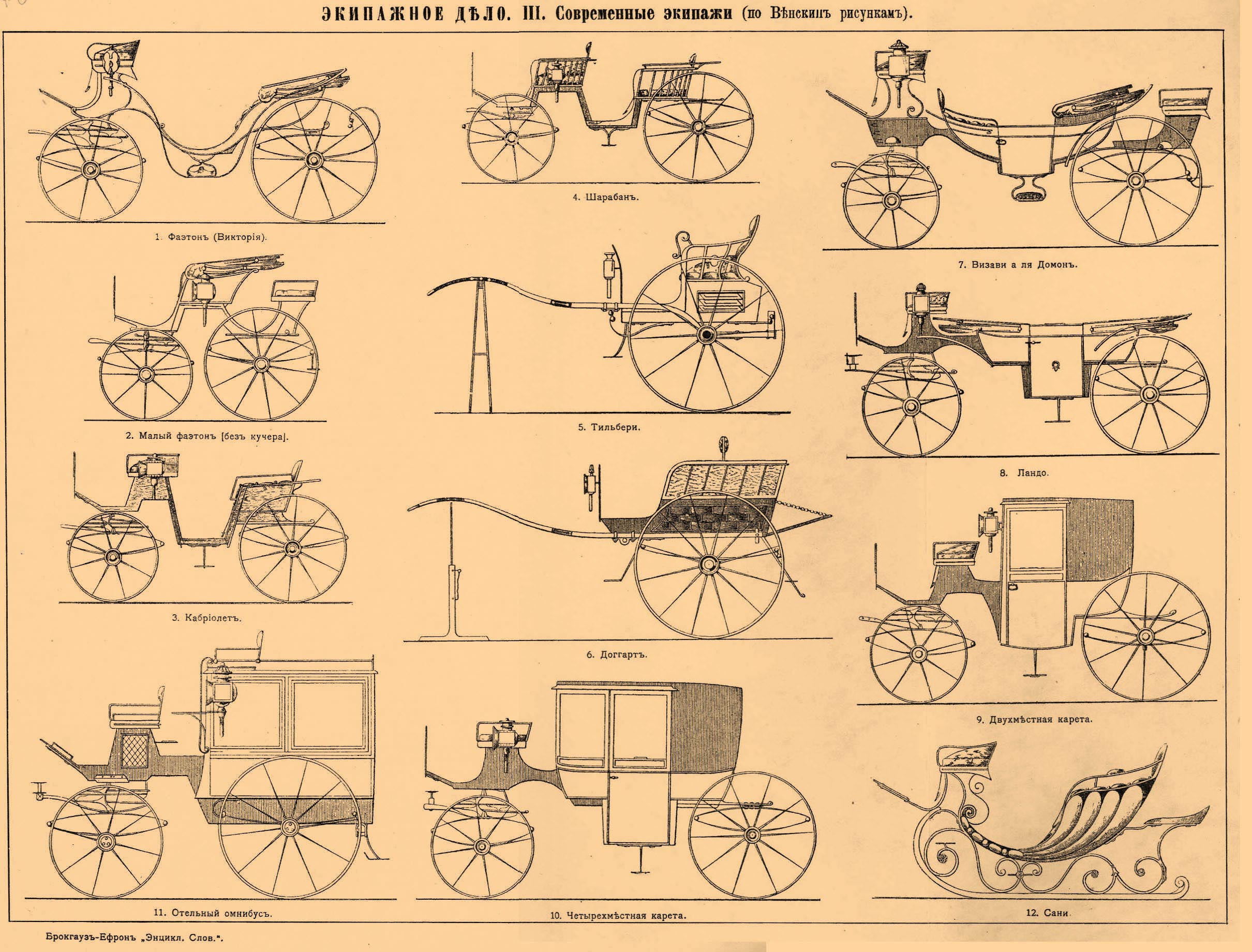
Типы экипажей

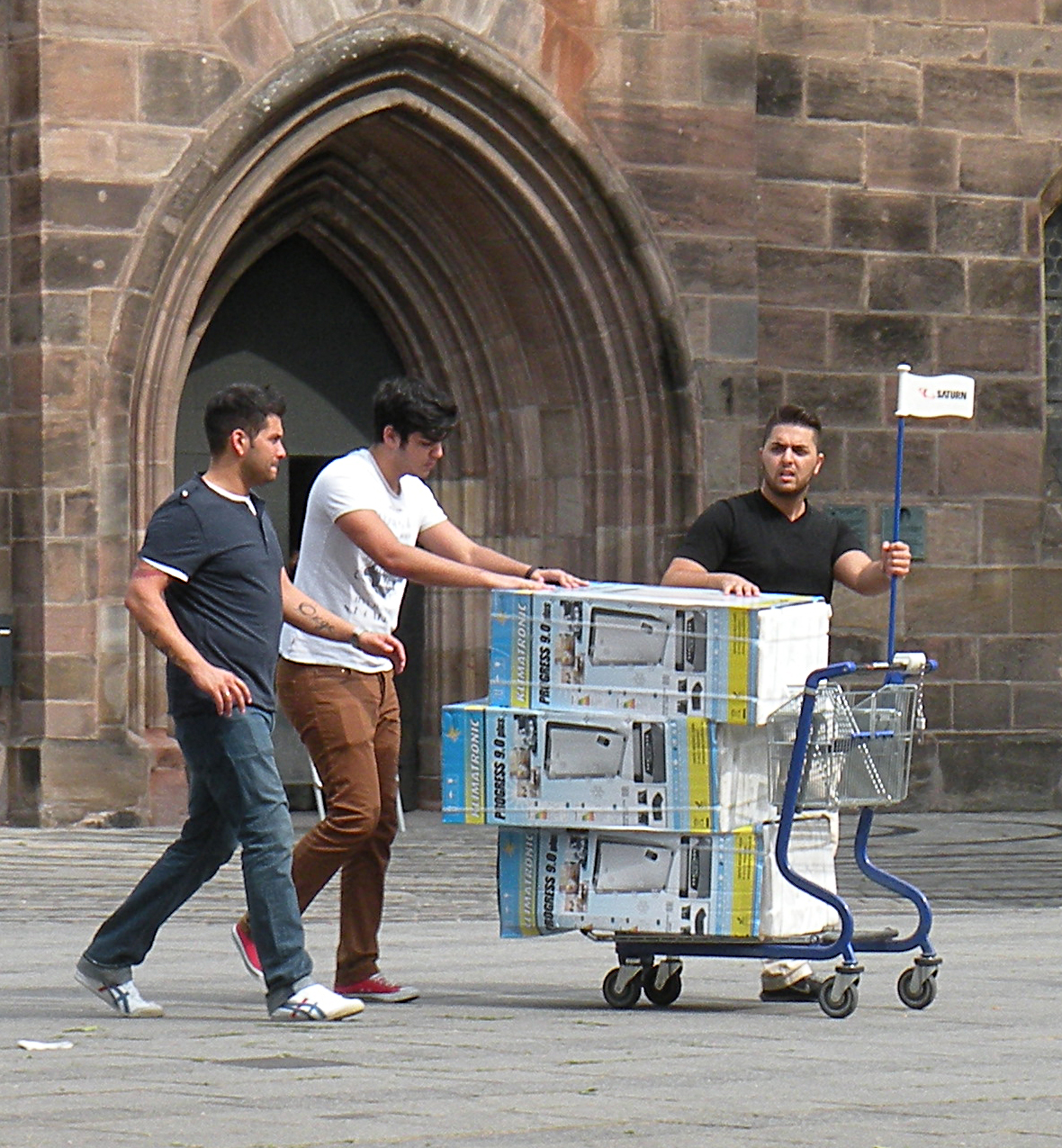
Грузовая тележка магазина.

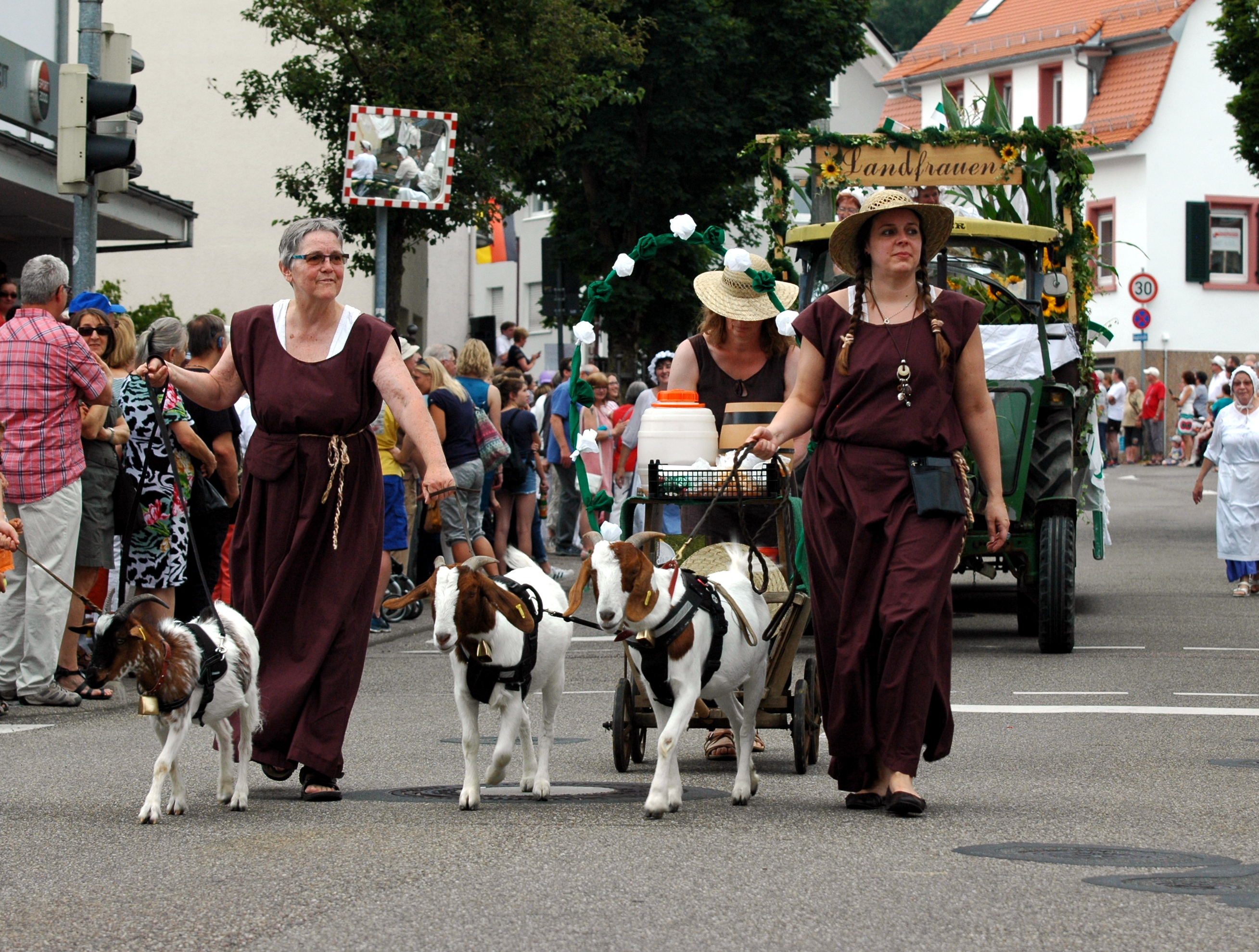
Козы запряжённые в грузовую тележку.

- Болок — зимняя повозка, крытые сани или кибитка; дорожные сани с болочком, ве́рхом, будкой, беседкой[6].
- Бастерн, у французов — крытый фургон, запряженный волами (фр., от лат. basterna, означало носимые лошаком носилки)[7].
- Каре́та[8] — рыдван, колымага, повозка с крытым кузовом на пружинах[9], крытая повозка на рессорах.
  - Дормез[10][11] (фр. dormeuse)[12], у французов — старинная большая дорожная карета для дальних поездок со спальными местами.
- Дилижа́нс[13][14] (от фр. carosse de diligence, «проворный экипаж»), у французов — большая многоместная пассажирская или почтовая повозка, широко использовавшаяся в XIX веке.
- Кибитка — телега или сани с крытым верхом[15][16], повозка-жилище кочевых народов Азии.
- Колыма́га — карета, коляска, всякая барская повозка на летнем ходу,[17] громоздкая или старинная карета, дормез, повозка с ве́рхом, длинная кибитка, тарантас,[18] тяжёлая крытая повозка с жёстким креплением кузова к осям, без поворотного механизма.
  - Рыдва́н — старинная колымага, большая карета[19].
- Коляска — легкая маломестная повозка с открытым верхом.
  - Кабриолет (кабриолетка) — легкая колясочка[5] с открытым верхом.
  - Ландо — коляска со складным верхом.
  - Тильбюри - лёгкая открытая двухколёсная коляска.
  - Фаэтон — вариант четырёхколёсной высокой коляски.
  - Фиакр — наёмный четырёхместный экипаж на конной тяге.
- Купе — двухместная пассажирская повозка.
- Кабриолет — лёгкая одноосная пассажирская повозка со складывающейся крышей.
- Бричка — лёгкая полукрытая повозка.
- Дроги — четырёхколесная повозка.
  - Долгушки — длинные дроги.
  - Ро́спуск — стано́к, дроги, для возки воды и вообще клади[20].
- Дрожки[21]Архивная копия от 25 октября 2015 на Wayback Machine — лёгкая четырёхколесная открытая повозка для коротких поездок.
  - Беговые дрожки (бегунки) — лёгкая двухместная повозка.
  - Пролётка («пролётные дрожки») — вариант дрожек для извозчиков.
  - Калиберные дрожки («калибер», «колибер») — простые рессорные дрожки, не пролётные, а долгие, на малых рессорах[22] середины XIX века. Одноместный калибер назывался «гитарой».
  - Линейка (также катки, гитара) — длинные дрожки, обычно с возможностью усесться по обе стороны спиной друг к другу.
- Омнибус — вид общественного транспорта, предшественник автобуса.
- Тарантас — четырёхколёсная конная повозка, распространённая в России первой половины XIX века.
- Таратайка — лёгкая, обычно двухколёсная повозка с откидным верхом.
- Сицилийская повозка — национальная повозка на Сицилии.
- Шарабан — вид многоместной пассажирской повозки, появившийся во Франции в начале 19-го века
- Эгоистка — небольшая повозка, рассчитанная на одного человека.
- Фургон — большая повозка, крытая парусиной, клеенкой[23], крытая повозка с круглой крышей.
- Фурман — четырёхколесная повозка подъёмной части полка в Русских гвардии и армии[24]. Устройство фурманов было весьма разнообразно. Одни делались наподобие телег, — другие в виде роспусков, на которые ставились ящики с патронами, амуницией и прочими предметами, а снятые с хода, в случае надобности, могли быть поставлены на суда[24].
- Катафалк — лёгкая крытая повозка для перевозки покойников на кладбище

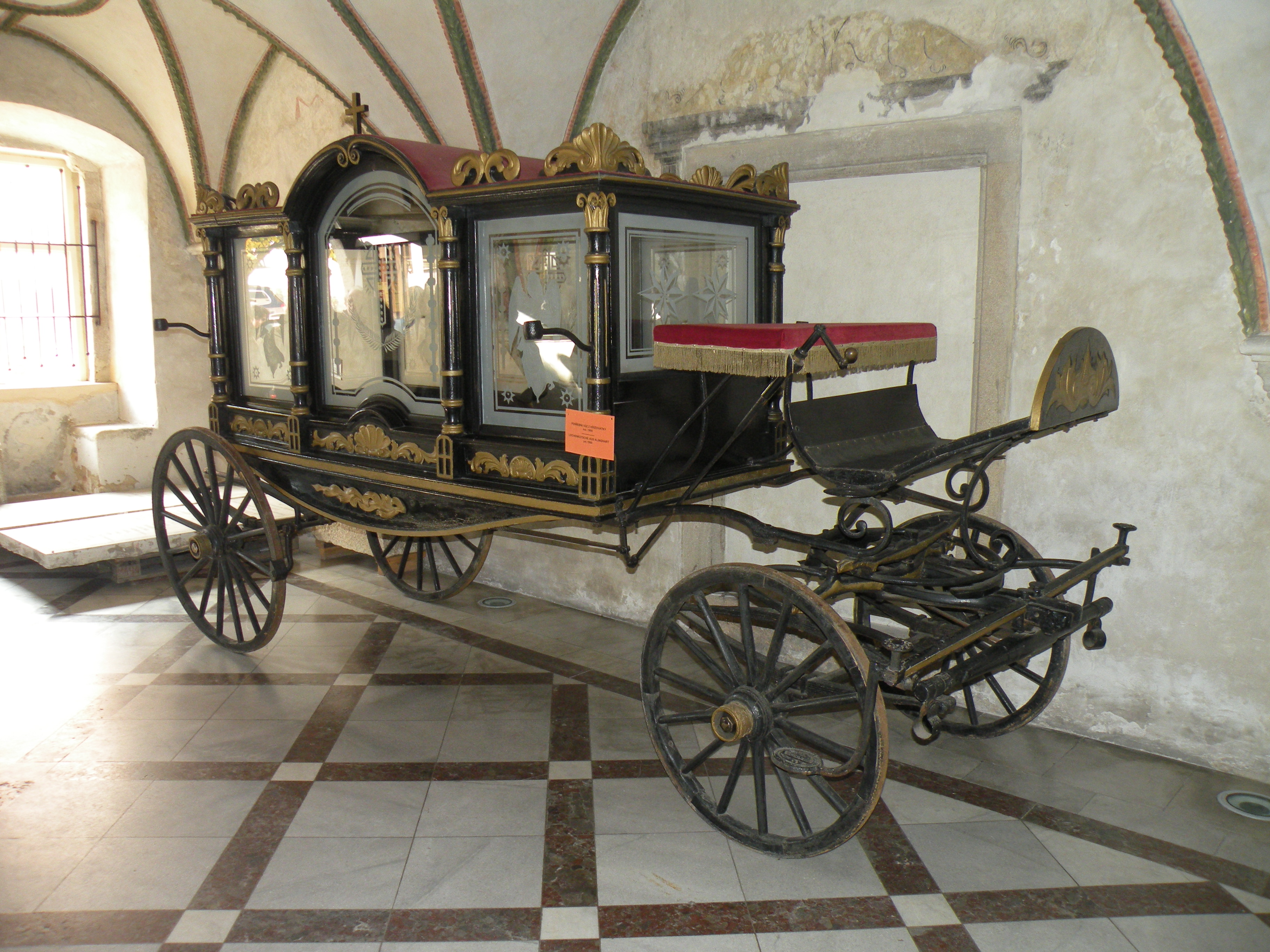
Катафалк из музея города Хеб.

- Коляска рикши — открытая или снабжённая тентом повозка, как правило на одного пассажира. Приводится в движение мускульной силой извозчика (рикши).

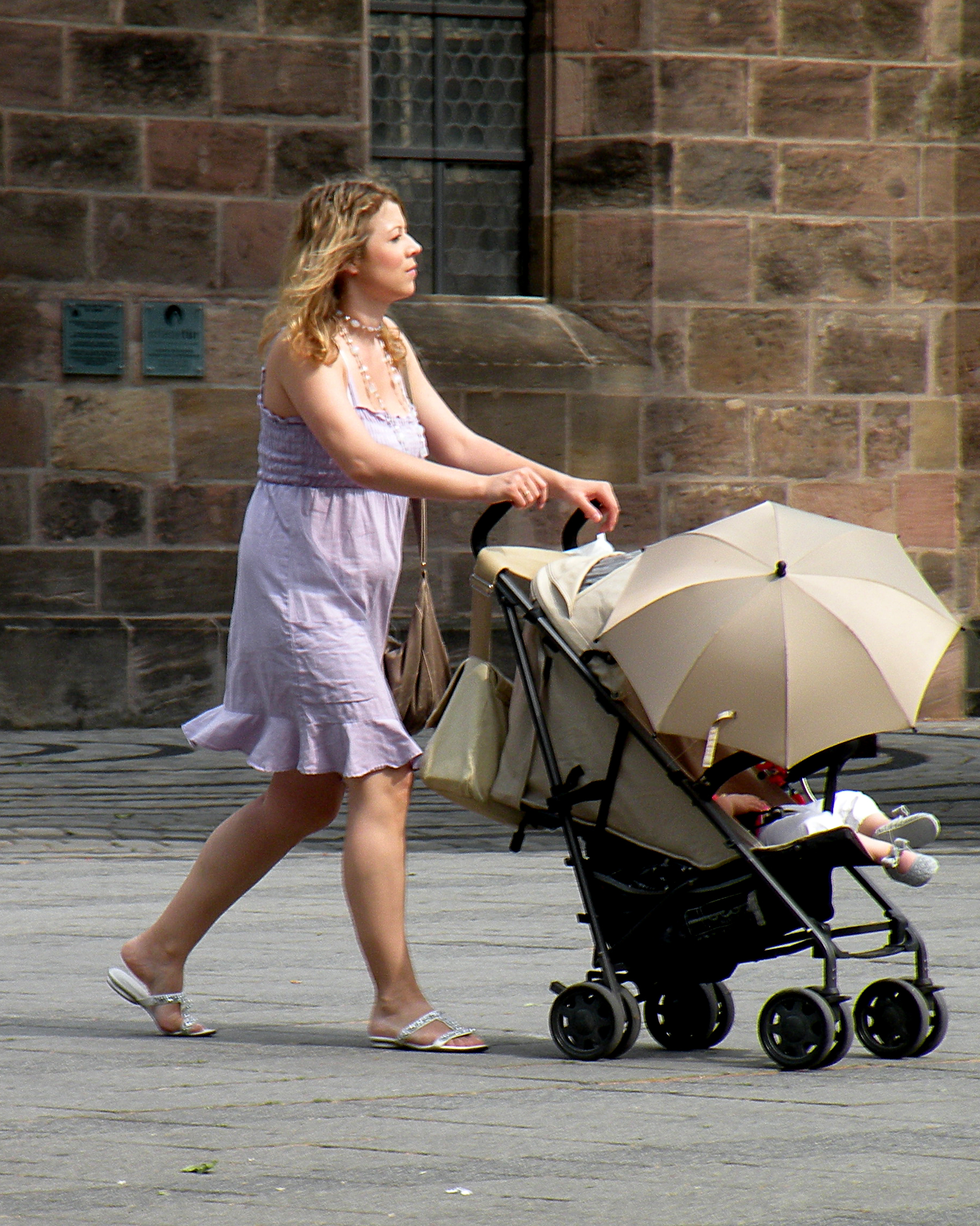
Детская коляска

- Детская коляска — повозка для одного или двух детей, перемещаемая человеком, располагающимся по ходу сзади или прицепленная к велосипеду.

### Грузовые повозки
- Телега — четырёхколёсная повозка.
- Арба — двухколёсная повозка
- Воз — транспортная четырёхколёсная повозка. Возы широко использовались в отхожих промыслах профессиональными возничими по доставке в большом количестве какого-либо товара: зерна, рыбы, сена, дров и других. В XVII — XIX веках на Украине и юге России на возах, запряженных волами, чумаки осуществлялии поставку соли на рынки сел и городов. Крытый воз иногда называют фургоном.
- Фура[23] — большая, длинная повозка, войсковая повозка, запряжённая лошадьми или волами которая применялись в обозе. Крытая фура — фургон
- Фурманка (Полуфурок)[23] — малая фура (малая бричка).
- Тачка — одноосная и потому легко управляемая повозка для перемещения грузов мускульной силой одного человека
- Ручная тележка — одно- или многоосная повозка для перемещения грузов на короткие расстояния.

### Боевые повозки
- Колесница
- Четырёхколёсные боевые повозки своеобразной конструкции применяли хетты и гуситы.
- Тачанка — использовалась во время Гражданской войны в России и после неё.

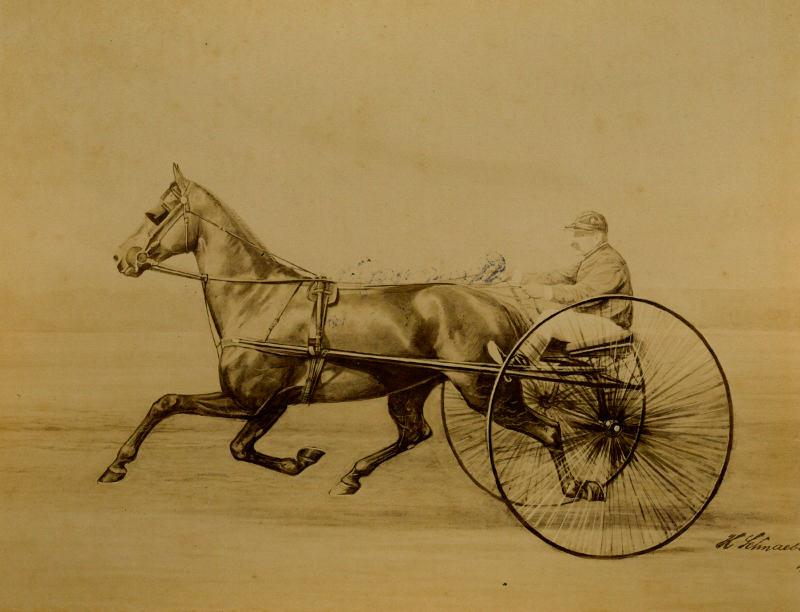
Рысак впряжён в «американку», 1878 год.

### Спортивные
- Первоначально в России, как родоначальнице бегов в упряжке, лошадей испытывали в русской упряжи: зимой в санях с дугой, летом в четырёхколёсных дрожках (бегунках, дрогах).
- Качалка — специальный лёгкий двухколёсный экипаж, предназначенный для бегов рысаков.
- «Американка» — изобретенный в Америке, старинный двухколесный экипаж, с большими колесами (диаметром около 1,5 метра), для ипподромных испытаний рысаков, а затем размер колёс уменьшили до обычного и назвали «сулки».

### Специализированные повозки
- Бомбовый ящик
- Зарядный ящик
- Полевая кухня
- Передвижная мастерская
- Передвижная торговая точка
- Передвижной медико-санитарный пункт
- Передвижная церковь
- Прицеп
- Полуприцеп
- Прицеп-роспуск

## На полозьях

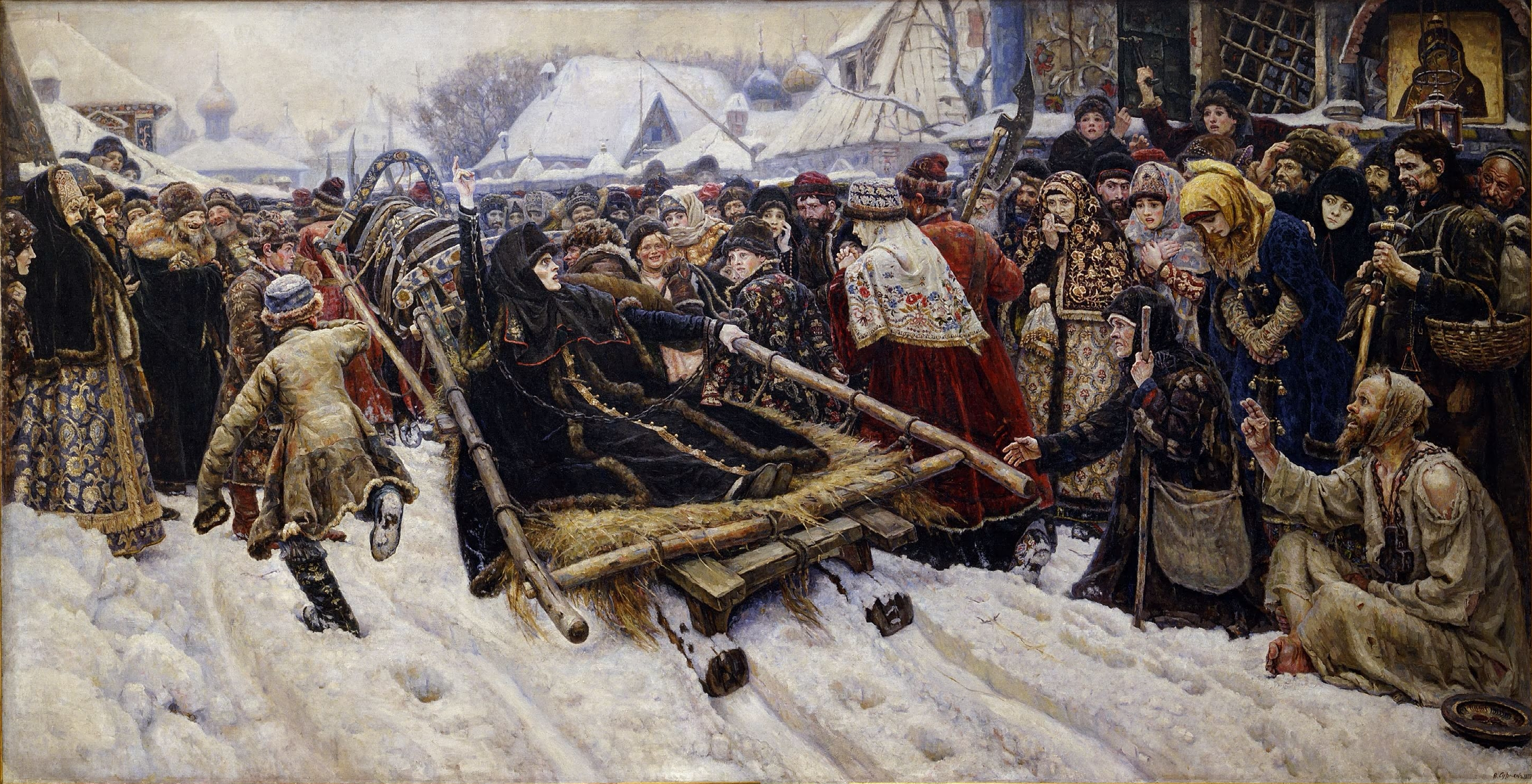
Езда зимой в розвальнях
(Картина В. И. Сурикова «Боярыня Морозова»).

Повозки на полозьях обычно называются санями. Наиболее известные типы саней в России:
- Возок — крытые сани со спинкой, позже карета на полозьях — полозки[25].
- Розвальни — открытая повозка на полозьях, расширяющаяся в задней части.
- Дровни — грузовые сани без кузова.
- Нарты